# Dexia suavis
Dexia suavis är en tvåvingeart som först beskrevs av Wulp 1883.  Dexia suavis ingår i släktet Dexia och familjen parasitflugor. Inga underarter finns listade i Catalogue of Life.